# 57

## Події
- Римсько-парфянська війна (54—64)
- Відправка країною На народу вадзін дарунків імператорові Гуань-у-ді династії Східна Хань і здобуття печатки.